# Kloster Marienthal (Eckartsberga)

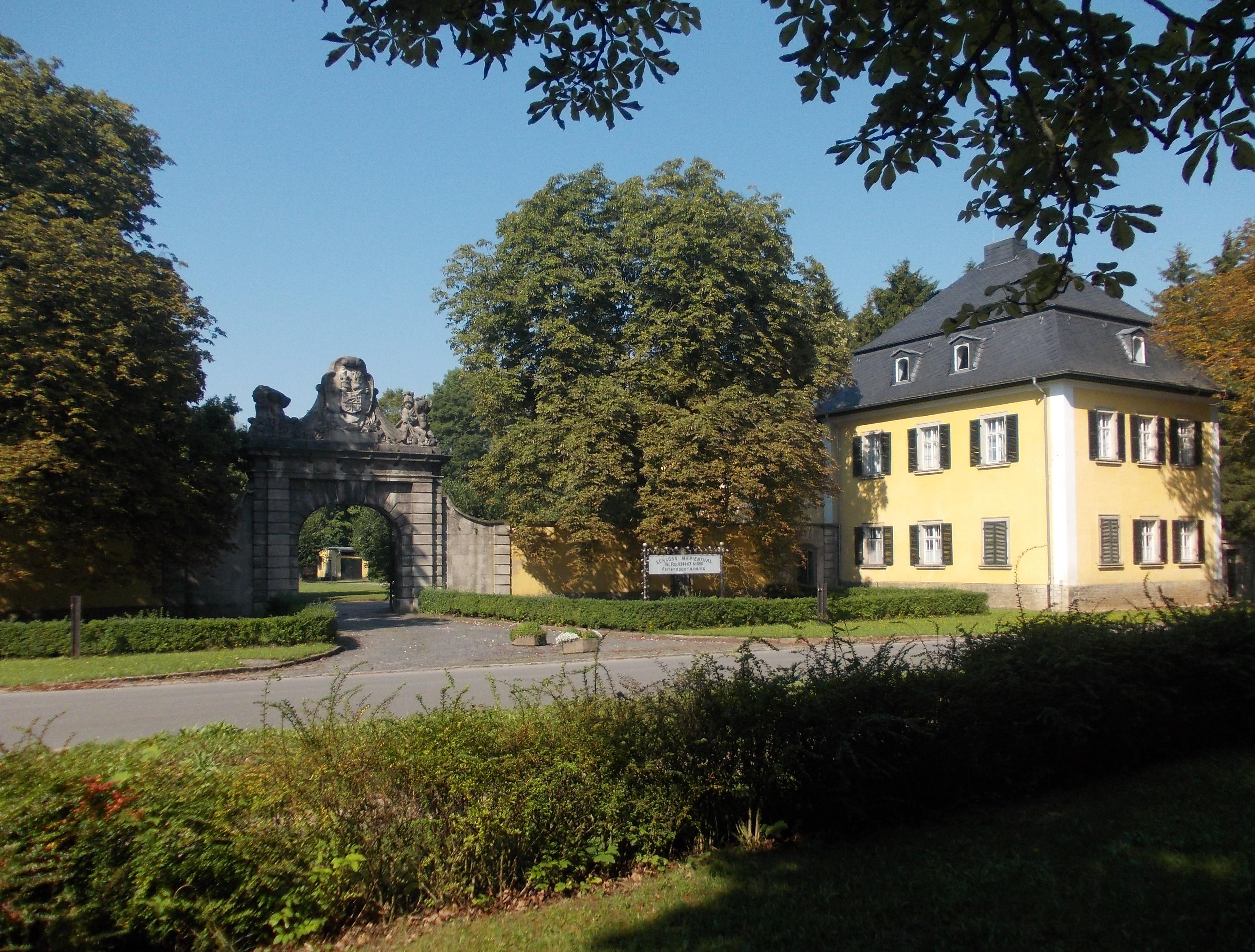
Ehemaliges Kloster Marienthal

Das Kloster Marienthal war von 1291 bis 1539 ein Kloster der Zisterzienserinnen in Eckartsberga in Sachsen-Anhalt. Es ist nicht mit den zahlreichen gleichnamigen Klöstern zu verwechseln.

## Geschichte
Bruno von Langenbogen, Bischof von Naumburg gründete 1291 in der Nähe der Stadt Eckartsberga (heute unweit der Grenze zu Thüringen) das Nonnenkloster Marienthal (auch Mergental). 1525 verließen die Zisterzienserinnen das Kloster. 1535 wurde es nur noch von einer Nonne bewohnt und 1539 offiziell aufgehoben. In der Hand mehrerer Besitzer verfielen die Gebäude. Von der Familie Münchhausen wurde das Kloster abgerissen. In unmittelbarer Nähe wurde 1730 das Schloss Marienthal erbaut.